# Шиммер, Сабольч
Сабольч Шиммер (венг. Schimmer Szabolcs; 24 февраля 1984, Сомбатхей, Венгрия) — венгерский футболист, защитник клуба «Кирали».

## Биография
Всю карьеру проводит в клубе из родного города. Дебютировал в сезоне 2003-04. В этот год команда поднялась из второго дивизиона, по итогам чемпионата заняла последнее место и вылетела обратно. Вернулся с командой обратно в высшую лигу в сезоне 2008-09 и сходу занял третье место, дававшее право на участие в Лиге Европы. Сыграл там 4 матча.

## Достижения
- Бронзовый призёр чемпионата Венгрии (1): 2008/09